# Knysza
Knysza là một loại thức ăn nhanh, được làm từ bánh mì cuộn các nguyên liệu như rau củ và rưới nước sốt. Phần bánh là bánh xốp được cắt làm đôi (bułka drożdżowa), có thể đem nướng trước, nhồi với nhiều loại nguyên liệu, bao gồm rau, cốt lết, phủ đầy nước sốt.
Knysza ban đầu là món chay và được đặt tên là "knysza với rau" (knysza z warzywami), với nhân chỉ có rau tươi (bắp cải trắng và đỏ, cà chua, dưa chuột và ngô đóng hộp), phủ với sốt tỏi, mayonnaise hoặc nước sốt cay, rắc với hành tây nướng. Biến thể của knysza có thêm thịt vào nhân, ví dụ như cốt-lết (kotlet), thịt gà hoặc xúc xích, cũng như có một biến thể khác ăn với phô mai.
Knysza phổ biến nhất ở Wrocław, nơi đây món ăn nổi tiếng vào những năm 1990.